# Moldava (okres Teplice)
Moldava, Duits: Moldau, is een gemeente in het noord westen van Tsjechië tegen de grens met Duitsland aan. Moldava telde 191 inwoners in 2024. Het was tot 1945 een plaats met een overwegend Duitstalige bevolking, maar deze Sudeten-Duitsers werden in 1945 en 1946 na de Tweede Wereldoorlog uitgewezen. Tsjechoslowakije werd communistisch.

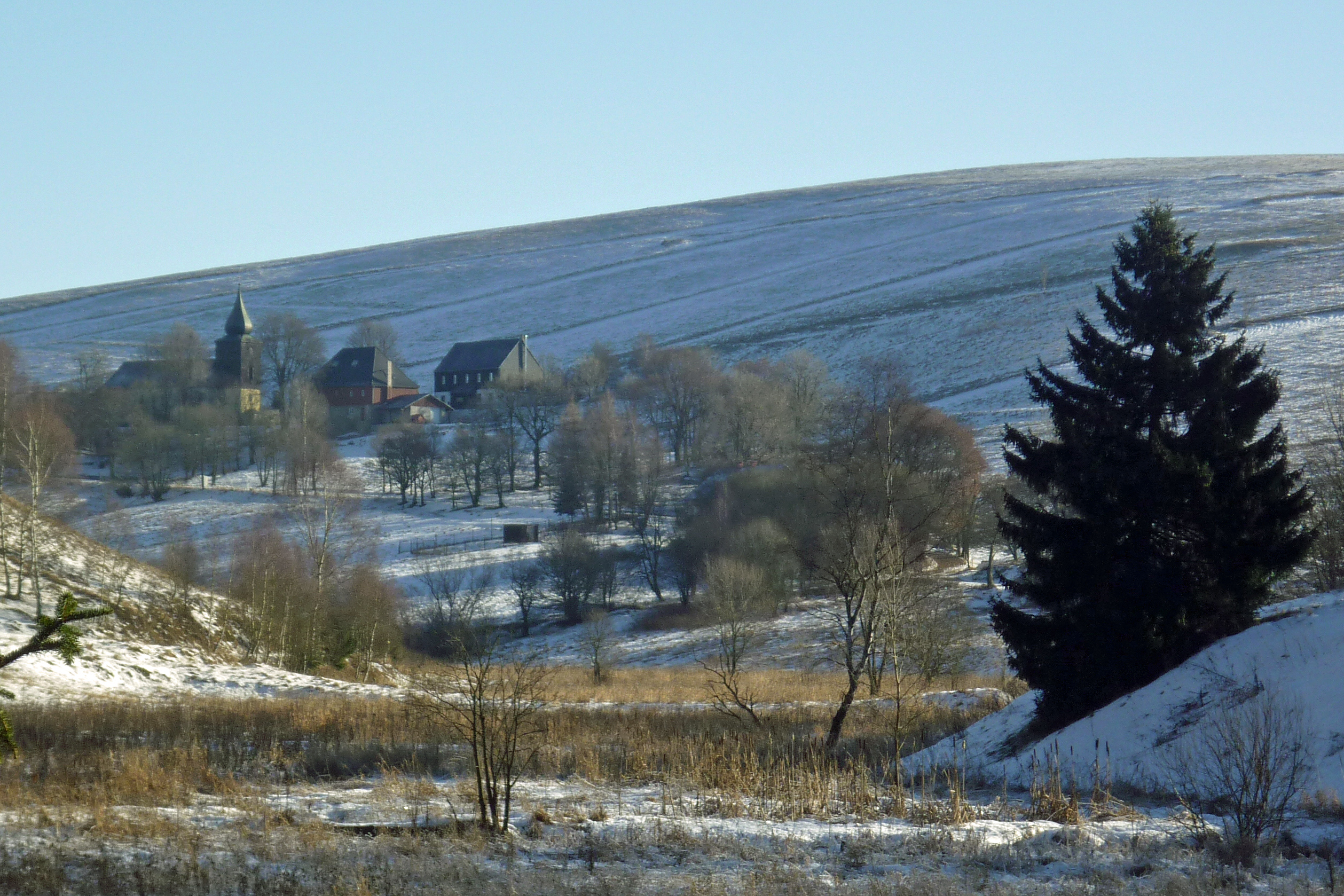

Bílina ·
Bořislav ·
Bystřany ·
Bžany ·
Dubí ·
Duchcov ·
Háj u Duchcova ·
Hostomice ·
Hrob ·
Hrobčice ·
Jeníkov ·
Kladruby ·
Kostomlaty pod Milešovkou ·
Košťany ·
Krupka ·
Lahošť ·
Ledvice ·
Lukov ·
Měrunice ·
Mikulov ·
Modlany ·
Moldava ·
Novosedlice ·
Ohníč ·
Osek ·
Proboštov ·
Rtyně nad Bílinou ·
Srbice ·
Světec ·
Teplice ·
Újezdeček ·
Zabrušany ·
Žalany ·
Žim